# Dießen am Ammersee
Dießen am Ammersee là một đô thị thuộc huyện Landsberg trong bang Bayern của nước Đức.